# Las hijas de abril
Las hijas de abril é um filme de drama mexicano de 2017 dirigido e escrito por Michel Franco. Protagonizado por Emma Suárez, estreou no Festival de Cannes 2017, no qual competiu para Un certain regard.

## Elenco
- Emma Suárez - Abril
- Ana Valeria Becerril - Valeria
- Hernán Mendoza - Gregorio
- Ivan Cortes - Jorge
- Enrique Arrizon - Mateo
- Joanna Larequi - Clara